# طوطی گوش‌زرد
طوطی گوش‌زرد (نام علمی: Ognorhynchus icterotis) یک طوطی در خطر انقراض مناطق استوایی در آمریکای جنوبی است و در رشته کوه‌های آند کلمبیا یافت می‌شود. تصور می‌شد که این گونه تا آوریل ۱۹۹۹ منقرض شده باشد، تا زمانی که گروهی از محققان با حمایت ABC و Fundación Loro Parque، در مجموع ۸۱ فرد را در آند کلمبیا کشف کردند. در حال حاضر به عنوان آسیب‌پذیر در فهرست سرخ اتحادیه بین‌المللی حفاظت از طبیعت (IUCN) ثبت شده‌است. روند جمعیت فعلی آن تا حدی به دلیل اقدامات حفاظتی انجام‌شده برای حفاظت از جمعیت‌های موجود این گونه در حال افزایش است. ارتباط نزدیکی با نخل موم (Ceroxylon sp.) دارد.

پانورامای دره کوکورا با نخل‌های مومی